# Arroz à grega

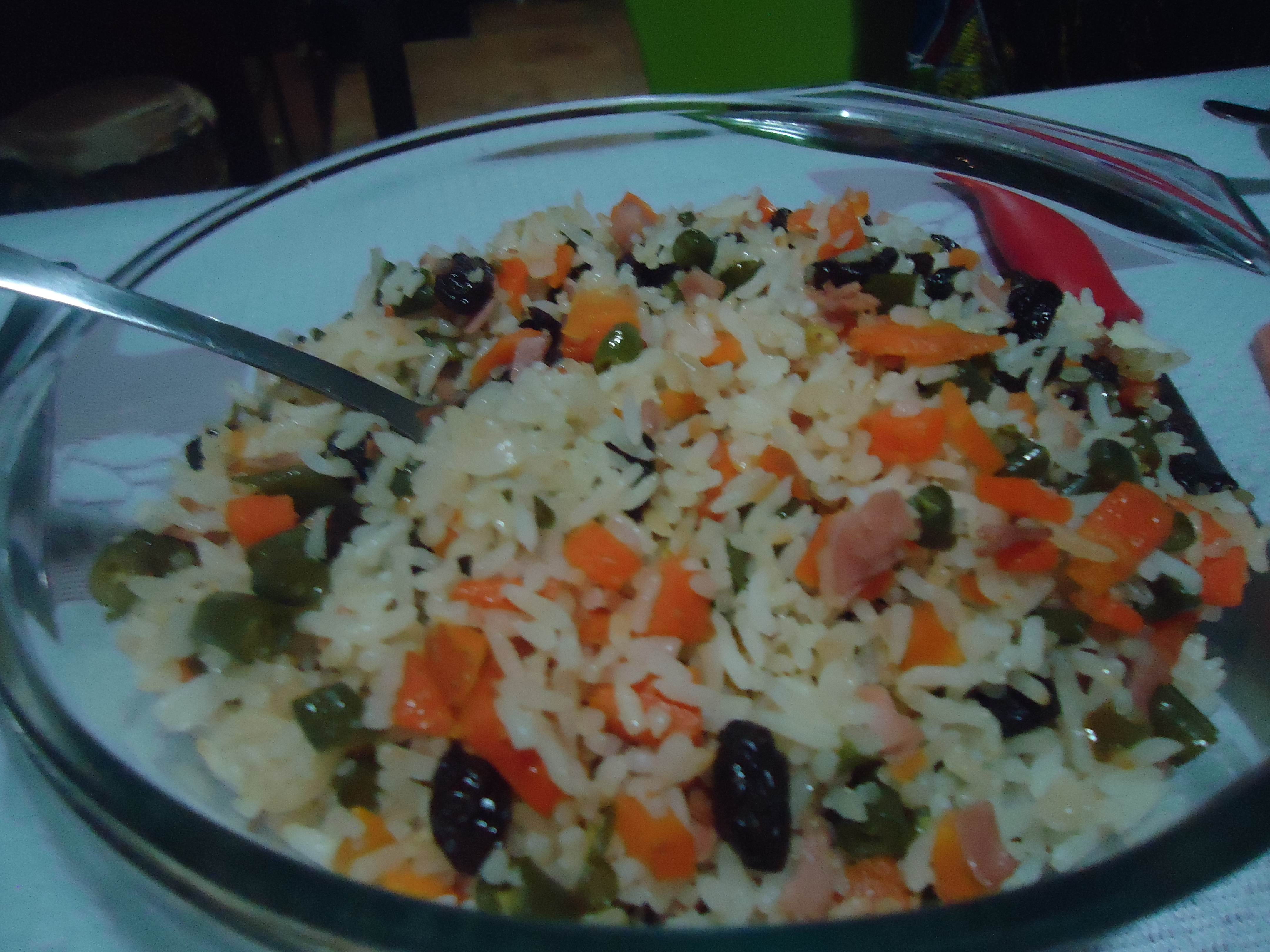
Prato d'arroz à grega.

Arroz à grega é um prato brasileiro que consiste em arroz cozido com passas e legumes picados. Os legumes mais utilizados na preparação do prato são cenoura, ervilhas, milho e cebolinha.

## Preparo
O arroz à grega é feito com um arroz de alto teor de amido e grão curto, o mesmo utilizado no preparo de risotto. O arroz é refogado em azeite de oliva com cenoura ralada, alho amassado, cebola e pimenta verde picada. Algumas receitas também adicionam tomate. É adicionada água fervente, e após o arroz cozinhar as ervilhas, adiciona-se margarina ou manteiga. O arroz pode descansar antes de ser servido. O prato pode servir de acompanhamento ao camarão à grega ou peixe.